# Asier Zengotitabengoa
Asier Zengotitabengoa García (Vitoria, 20 de abril de 1988) es un jugador de baloncesto español que forma parte de la plantilla del CB Bahía San Agustín de la Liga LEB Plata, la tercera división del baloncesto en España. Con 2,01 metros de altura ocupa la posición de alero.

## Trayectoria deportiva
Asier es un jugador formado en las categorías inferiores FC Barcelona y Pamesa Valencia. Tras jugar en Santurzi CB desde 2005 a 2007, llega a la Liga LEB Oro para jugar durante 10 temporadas consecutivas en distintos equipos como Iurbentia Bilbao Basket, Lobe Huesca, Cáceres Patrimonio de la Humanidad, Club Baloncesto Canarias, CB Coruña, Club Bàsquet Andorra, Club Baloncesto Atapuerca y Club Melilla Baloncesto.
En la temporada 2016-17, firmó por Palma Air Europa de Liga LEB Oro, con el que disputó un total de 29 partidos con una media de 29,6 minutos por partido en los que anotó 12,8 puntos, capturó 3,9 rebotes y repartió 1,5 asistencias.
En verano de 2017, Zengotitabengoa comenzaba su andadura en el baloncesto francés incorporándose a las filas del Alliance Sport Alsace en la temporada 2017-18 en la que jugó un total de 27 partidos disputando una media de 29,1 minutos en los que anotó un total de 15,4 puntos, capturó 3,8 rebotes y repartió 1,7 asistencias. En la temporada 2018-19, también en el Alliance Sport Alsace, jugó un total de 33 partidos con una media de 27,6 minutos por temporada anotando 13,6 puntos, capturando 3,8 rebotes y dando 1,9 asistencias. 
Durante las dos siguientes temporadas, Zengotitabengoa seguiría siendo un jugador destacado en el Alliance Sport Alsace aportando en la temporada 2019-20 un total de 13,6 puntos, 3,9 rebotes y 1,7 asistencias en los partidos disputados en los veinte partidos en los que disputó jugando una media de 25,4 minutos. 
En la temporada 2021-22, jugando en el Lille Métropole Basket Clubs, Asier disputó un total de 25 partidos con una media de veintidós minutos aportando 9,4 puntos, capturando 2,2 rebotes y repartiendo 1,5 asistencias.
El 17 de septiembre de 2022, firma por el CB Bahía San Agustín de la Liga LEB Plata.

### Selección nacional
Ha sido internacional con las categorías inferiores de la selección española. Disputó el EuroBasket Sub-16 de 2004 y el EuroBasket Sub-18 de 2006 llevándose el bronce.